# Ndola
Ndola – miasto w Zambii, ośrodek administracyjny prowincji Copperbelt. Około 495,9 tys. mieszkańców. Miasto założono w 1902 r.

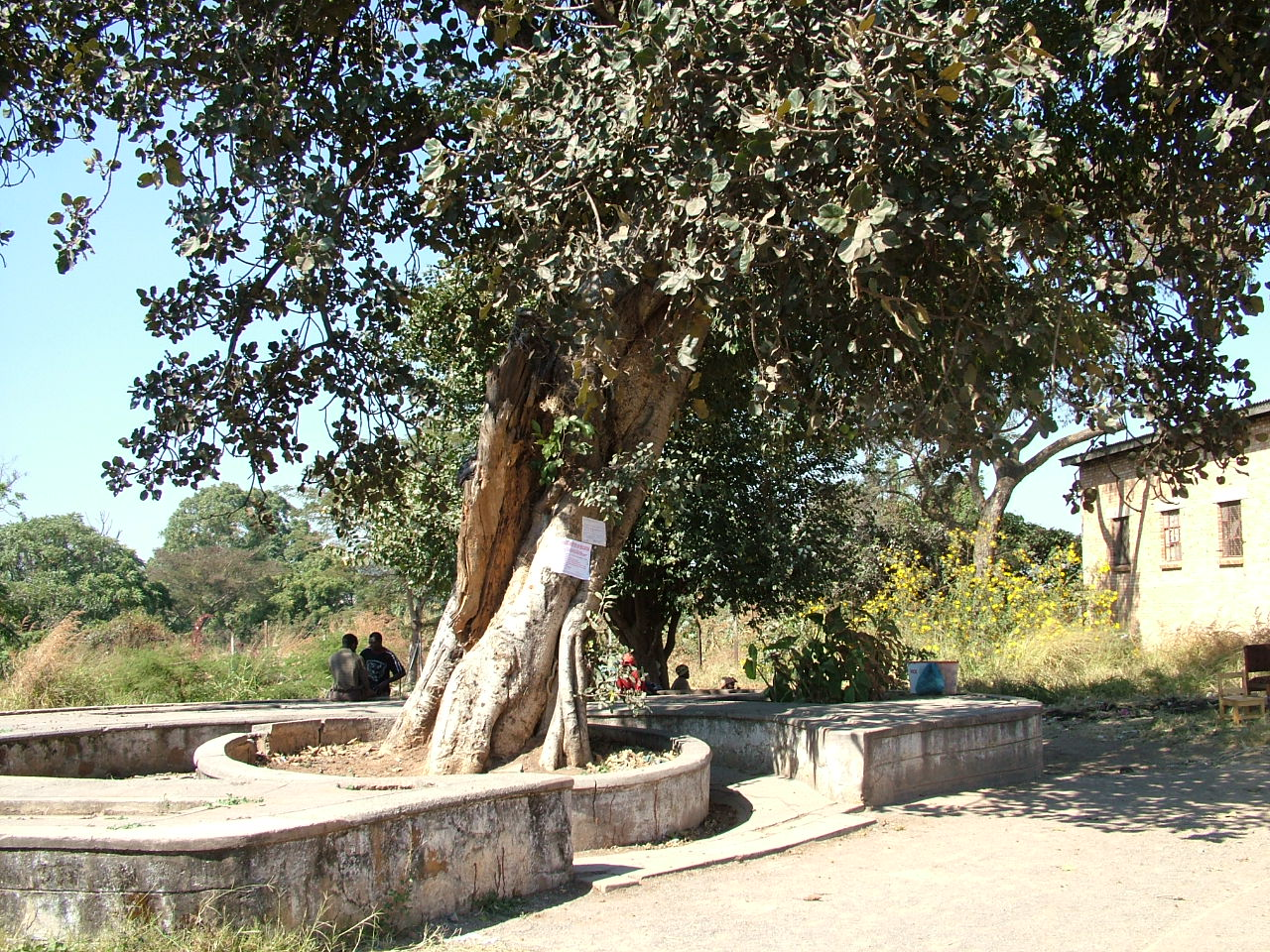
The Mukuyu Slave Tree

W mieście znajduje się duży ośrodek wydobycia rud miedzi oraz uranu. Dobrze rozwinięty przemysł metalurgiczny, maszynowy, metalowy, materiałów budowlanych, chemiczny, drzewny oraz spożywczy. Trzecie co do wielkości miasto kraju.

## Miasta partnerskie
- Aldershot
- Blantyre
- Bentol
- Porto
- Regina
- Machaczkała
- Harbin
- Lubumbashi
- Walvis Bay